# Declaração de Ravena
A Declaração de Ravena é um documento católico romano – ortodoxo oriental emitido em 13 de outubro de 2007, reafirmando que o bispo de Roma é realmente o primeiro (em grego:  πρώτος) entre os patriarcas, embora sejam realizadas discussões futuras sobre o exercício eclesiológico concreto da primazia papal. O documento foi publicado na décima sessão plenária da Comissão Internacional Conjunta para Diálogo Teológico entre a Igreja Católica e a Igreja Ortodoxa, realizada de 8 a 14 de outubro de 2007 em Ravenna, Itália.
A assinatura da declaração destacou as tensões internas entre o Patriarcado de Constantinopla e o Patriarcado de Moscou, porque a a Igreja Ortodoxa Apostólica da Estôniatinha o direito de ser representada em Ravena, o que acabou levando a delegação de Moscou a desistir das negociações. Era uma disputa interna dentro da Ortodoxia, no entanto, não tinha relação com os problemas realmente abordados em Ravenna.